# New Mexico Symphony Orchestra
Das New Mexico Symphony Orchestra war ein US-amerikanisches Symphonieorchester, das von 1932 bis 2011 existierte.

## Geschichte
Es entstand aus der Albuquerque Civic Symphony (ACS), die am 13. November 1932 unter der Leitung der Dirigentin Grace Thompson Edmister zum ersten Mal in Albuquerque, New Mexico, öffentlich auftrat. Nachfolger von Edminster wurde 1941 William Kunkel, der 1945 von Kurt Frederick abgelöst wurde. Unter der Leitung von Kurt Frederick fand 1948 die Welturaufführung von Arnold Schönbergs Werk A survivor from Warsaw (Ein Überlebender aus Warschau) statt, das an den Aufstand im Warschauer Ghetto erinnern sollte. Frederick wurde 1950 von Hans Lange abgelöst. Lange stammte aus Konstantinopel, wo sein Vater Paul Lange osmanischer Hofkapellmeister gewesen war. Hans Lange selber war Assistent von Arturo Toscanini und Dirigent des Chicago Symphony Orchestra gewesen, bevor er den Posten in New Mexico übernahm. Unter Lange, der bis 1958 amtierte, wurde die ACS von einem „College“-Amateurorchester in ein professionelles Orchester umgewandelt.
Als Musikdirektoren wirkten danach Maurice Bonney (1958–1969), José Iturbi (1968–1969) und Yoshimi Takeda (1970–1984). Ab 1966 nannte sich das Orchester Albuquerque Symphony, ab 1976 dann New Mexico Symphony. Die amerikanische Schlagzeugerin Robyn Schulkowsky, die als „beste Schlagzeugerin der Welt“ bezeichnet wird, und die inzwischen in Deutschland lebt und tätig ist, war von 1977 bis 1980 Solo-Schlagzeugerin des New Mexico Symphony Orchestra. Auf Takeda folgten als Musikdirektoren Neal Stulberg (1985–1993), David Lockington (1995–2000) und ab 2000 Guillermo Figueroa.
Das Orchester musste am 20. April 2011 Konkurs anmelden und wurde aufgelöst. Mitglieder und Freunde kündigten am 11. Mai 2011 die Gründung eines Nachfolgeorchesters an, des New Mexico Philharmonic, das am 10. Dezember 2011 sein erstes Konzert gab.

## Konzerte (Auswahl)
- Paul Hindemith: When lilacs last in the door-yard bloom'd, Dirigent: Roger Melone
- Joaquín Rodrigo: Concierto de Aranjuez für Gitarre und Orchester, Dirigent: Javier Lorenzo, 2005
- George Gershwin: Tribute to George Gershwin, Dirigent: Michael Krajewski, 2006
- Carl Orff: Carmina Burana, Dirigent: Roger Melone, 2007
- George Gershwin: Girl Crazy, Dirigent: Don Pippin, 2007
- Erich Wolfgang Korngold: Konzert D-Dur für Violine und Orchester, Dirigent: Guillermo Figueroa, 2009
- Paul Hindemith: Symphonie „Mathis der Maler“, Dirigent: Dante Anzolini, 2010

## Veröffentlichungen
Bis 2010 wurden vier CDs herausgebracht:
- Figueroa (2001)
- Land of Song (2002)
- New Mexico Symphony Orchestra (1999; Liveaufnahme)
- The Romantic Violin (2003)